# Cathair Mór
Pour les articles homonymes, voir Mor (homonymie).
Cathair Mór est un Ard ri Erenn légendaire d’Irlande qui aurait régné trois ans de 119 à 122 apr. J.-C.) selon les dates traditionnelles des Annales des quatre maîtres.

## Biographie
Cathair Mór (le Grand), considéré comme le fils de Fedlimid Fir Urglais, un descendant de Mug Corb, est selon les récits médiévaux légendaires irlandais, et la tradition pseudo historique l’Ard ri Erenn qui prend le pouvoir après la mort de Fedlimid Rechtmar.
Cathair règne trois ans aux termes desquels il est tué par Conn Cétchathach et les Luaighni de Tara, lors de la Bataille de Magh hAgha. Alors que le Lebor Gabála Érenn synchronise son règne avec celui de l’Empereur Romain empereur Marc Aurèle (161-180), la chronologie de Geoffrey Keating Foras Feasa ar Éirinn lui attribue un règne entre 113 et 116.
Cathair Mór apparaît également dans plusieurs récits épiques médiévaux :
- Il figure dans la saga Esnada Tige Buchet (La Mélodie de la Chambre de Buchet). Eithne Tháebfhota la fille de Cathair est élevée par un noble du Leinster nommé Buchet qui a de nombreux troupeaux de bovins, mais les fils de Cathair exploitent l’hospitalité de Buchet, et le dépouillent de ses biens jusqu'à ne lui laisser seulement qu’un taureau et sept vaches. Le roi Cathair, qui était devenu vieux et faible, est incapable de réagir. Buchet et sa famille, y compris Eithne, sont réduits à vivre dans une cabane située dans la forêt de Kells, (Comté de Meath).
- Plus tard, quand Conn Cétchathach le successeur de Cathair épouse Eithne il restaure la fortune Buchet (dans d'autres histoires c’est le roi Cormac Mac Airt qui épouse Eithne la fille de Cathair).
- Dans une autre saga, Fotha Catha Cnucha (La cause de la bataille de Cnucha), Cathair donne la colline de Almu (Knockaulin), (Comté de Kildare) au druide Nuada fils de Aichi. Cette colline sera plus tard la résidence du petit-fils de Nuada Finn Mac Cumaill.

## Postérité
Cathair est réputé avoir donné naissance à trente fils, mais seulement dix d’entre laissent une descendance Plusieurs dynasties médiévales du Leinster le revendiquaient comme ancêtre : 
- Rossa Failgheach (ancêtre éponyme du  royaume de Uí Failghe) ;
- Dáire Barrach (ancêtre mythique du Uí Bairrche) ;
- Breasal Einechghlas (Uí Eneschglaiss) ;
- Fearghus Luascan ;
- Cétach (Uí na Cétach) ;
- Aonghus Nic ;
- Criamhthann (Uí Chrimthain Ain) ;
- Deargmhosach ;
- Eochaidh Teimhin (Uí Buide) ;
- Fiachu Ba hAiccid, le plus jeune de ses enfants père de Bressal Bélach le 1er roi du Leinster.

Sa fille Cochrann était par ailleurs considérée comme la mère du héros fenian Diarmuid Ua Duibhne.

## Sources
- (en) Cet article est partiellement ou en totalité issu de l’article de Wikipédia en anglais intitulé « Cathair Mór » (voir la liste des auteurs), édition du 21 avril 2009.
- (en) Edel Bhreathnach, Editor Four Courts Press for The Discovery Programme Dublin (2005) The kingship and landscape of Tara p. 163.